# Puiseux (cráter)
Puiseux es el remanente de un cráter de impacto lunar que ha sido casi completamente sumergido por la lava. Se encuentra cerca del extremo sur del Mare Humorum, al noreste del cráter muy erosionado Doppelmayer. Al sur-sureste se halla Vitello.
|  |

De la estructura original de Puiseux, solo la parte superior del brocal permanece por encima de la superficie del mare. Presenta algunos cráteres pequeños sobre su suelo interior.

## Cráteres satélite
Por convención estos elementos son identificados en los mapas lunares poniendo la letra en el lado del punto medio del cráter que está más cercano a Puiseux.
|         | \| Puiseux \| Coordenadas \| Diámetro \| \| ------- \| ------------------------------ \| -------- \| \| A \| 26°30′S 39°42′O / -26.5, -39.7 \| 3 km \| \| B \| 25°42′S 38°48′O / -25.7, -38.8 \| 4 km \| \| C \| 24°42′S 37°48′O / -24.7, -37.8 \| 3 km \| \| D \| 25°42′S 36°06′O / -25.7, -36.1 \| 7 km \| \| F \| 23°24′S 38°48′O / -23.4, -38.8 \| 4 km \| \| G \| 28°12′S 37°48′O / -28.2, -37.8 \| 3 km \| \| H \| 27°24′S 37°00′O / -27.4, -37.0 \| 3 km \| |          |
| Puiseux | Coordenadas | Diámetro |
| A       | 26°30′S 39°42′O / -26.5, -39.7 | 3 km     |
| B       | 25°42′S 38°48′O / -25.7, -38.8 | 4 km     |
| C       | 24°42′S 37°48′O / -24.7, -37.8 | 3 km     |
| D       | 25°42′S 36°06′O / -25.7, -36.1 | 7 km     |
| F       | 23°24′S 38°48′O / -23.4, -38.8 | 4 km     |
| G       | 28°12′S 37°48′O / -28.2, -37.8 | 3 km     |
| H       | 27°24′S 37°00′O / -27.4, -37.0 | 3 km     |